# ستيف سوندرز
ستيف سوندرز (بالإنجليزية: Steve Saunders)‏ (21 سبتمبر 1964 في المملكة المتحدة - ) هو لاعب كرة قدم بريطاني في مركز الهجوم. لعب مع بريستون نورث إيند وبولتون واندررز وغريمسبي تاون ونادي كرو ألكساندرا ونادي سكاربورو ونادي رانكورن هالتون.

## وصلات خارجية
- ستيف سوندرز على موقع قاعدة بيانات كرة القدم.إي يو (الإنجليزية)